# Polygonum aviculare
Polygonum aviculare é uma espécie de planta com flor pertencente à família Polygonaceae.
OS seus nomes comuns são centonódia, corriola-bastarda, erva-da-ferradeira, erva-da-muda, erva-da-saúde, erva-das-galinhas, erva-dos-passarinhos, língua-de-perdiz, persicária-sempre-noiva, sanguinária, sanguinha ou sempre-noiva-dos-modernos.

## Descrição
A seguir apresenta-se a descrição dada por António Xavier Pereira Coutinho na sua obra Flora de Portugal (Plantas Vasculares): Disposta em Chaves Dicotómicas (1.ª ed. Lisboa: Aillaud, 1913):
Ramos floríferos folhosos até ao cimo; Aquénios não ou pouco lustrosos, pontuado-estriados; ócreas mais curtas que os entre-nós. Planta de 2-6 dm., polimorfa. Planta anual. Junho a Outubro. Campos cultivados e incultos, sebes, caminhos, areias marítimas: quase todo o país (frequente).

## Usos medicinais
Esta planta é recomendada para curar a injeção de sangue. Hoje em dia é utilizada pelos diabéticos para tratar disenteria, fluxo menstrual excessivos, distúrbios pulmonares, bronquite e icterícia, e problemas de vesícula, ou pedras nos rins. Nem todas estas utilizações são apoiadas por provas científicas. É também um coagulante, diurético e expectorante.